# Артеев, Алексей Владимирович
Алексей Владимирович Артеев (род. 11 февраля 1964, Салехард, Тюменская область) — государственный деятель, член Совета Федерации, председатель Государственной Думы Ямало-Ненецкого автономного округа.

## Биография
В 1986 году окончил исторический факультет Тюменского государственного университета.
В 1992 году защитил кандидатскую диссертацию по специальности «социология».

### Политическая карьера
В марте 2000 года А. В. Артеев избран депутатом Государственной думы Ямало-Ненецкого автономного округа, в апреле её председателем.
Член Совета Федерации Федерального Собрания Российской Федерации от Ямало-Ненецкого автономного округа с апреля по декабрь 2000.
С апр. 2000 — член Комитета СФ по конституционному законодательству и судебно-правовым вопросам.
В ноябре 2000 года назначен заместителем губернатора автономного округа.